# Théophile Jeusset

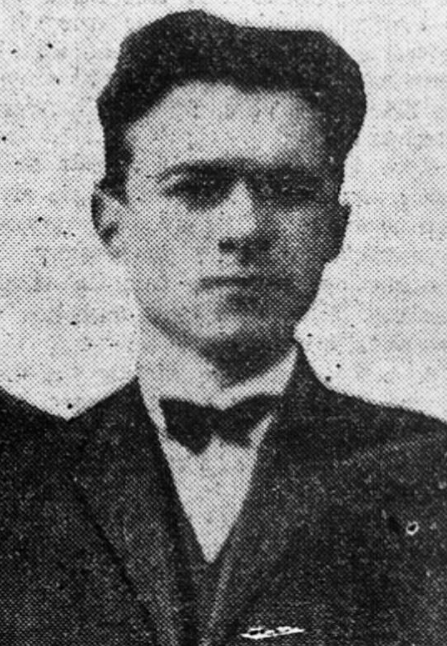
Théophile Jeusset in 1932

Théophile Jeusset (Rennes, 25 april 1910 – Nantes, 1968) was een Bretonse nationalist, schrijver en fascist. Hij staat ook bekend onder zijn Bretonse pseudoniem Jean-Yves Keraudren.
Jeusset kwam in zijn jeugd al in aanraking met het militante Bretonse nationalisme. Hij was oorspronkelijk aangesloten bij de Bretonse Autonomistische Partij maar brak met de partij en richtte de fascistische beweging Breiz da Zont en zijn politieke vleugel de Parti nationaliste intégral breton (PNIB) op. De partij was echter te klein en Jeusset sloot zich later aan bij zijn mede-nationalistische extremisten Gwilherm Berthou en Célestin Lainé en richtte de Kentoc'h Mervel (Liever Dood) op. Lainé stond er echter op dat een strak georganiseerde groep nodig was om over te gaan tot oprichting van de terroristische cel Gwenn ha du. Na Gwenn ha du haar eerste gewelddadige handeling had verricht, het opblazen van een standbeeld. was Jeusset een van de zes nationalistische militanten die werden gearresteerd en ingesloten.
Jeusset linkte het Bretonse nationalisme aan antisemitisme en schreef in juli 1931 in de Breiz da Zont:
C'est en fonction de leur résistance particulière à la conquête du territoire français par les idées dissolvantes qui émanent plus ou moins des Juifs: maçonnisme, laicisme, etc., que les Bretons ont été décimés au cours de la derniere guerre mondiale, plus de 200 000. Il est facile d'invoquer pour cette hécatombe des raisons militaires, mais rien ne fera contre ce fait que le répartiteur réel des troupes pendant toute la guerre fut le Juif Abrahami, né … dans le ghetto de Constantinople.
Jeusset werd later geassocieerd met Olier Mordrel, de oprichter van de Bretonse Nationale Partij. 
Tijdens de Tweede Wereldoorlog brak Jeusset met Mordrel en richtte zijn eigen partij op, de Bretonse Sociaal-Nationale Arbeidersbeweging (Mouvement Ouvrier Social-National Breton), maar kon onvoldoende aanhangers aan zich binden. Jeusset voegde zich bij de Bezen Perrot-militie van Célestin Lainé, die aangesloten was bij de SS. Hij werd na de oorlog gevangengenomen en tot levenslange dwangarbeid veroordeeld. 
In 1965 publiceerde Jeusset zijn autobiografie A Contre-courant.